# Grattacieli più alti della Russia
Questa è una lista dei grattacieli più alti della Russia. Gli edifici che rientrano nel seguente elenco devono avere un'altezza minima di 140 m. L'edificio russo più alto è il Lachta Centr che con i suoi 462 m di altezza è anche il più alto d'Europa.

## Grattacieli più alti della Russia
| Nome                                                 | Città           | Altezza strutturale | Piani | Anno |
| ---------------------------------------------------- | --------------- | ------------------- | ----- | ---- |
| Lakhta Center                                        | San Pietroburgo | 462                 | 87    | 2018 |
| Torre della Federazione torre est                    | Mosca           | 374                 | 95    | 2016 |
| Neva Towers                                          | Mosca           | 345                 | 79    | 2020 |
| Mercury City Tower                                   | Mosca           | 339                 | 75    | 2013 |
| Eurasia                                              | Mosca           | 309                 | 72    | 2013 |
| Città delle Capitali "Mosca"                         | Mosca           | 301.6               | 76    | 2010 |
| Torre sul Lungofiume C                               | Mosca           | 268.4               | 59    | 2007 |
| Triumph Palace                                       | Mosca           | 264.3               | 57    | 2005 |
| Città delle Capitali "San Pietroburgo"               | Mosca           | 256.9               | 65    | 2010 |
| Torre della Federazione Torre ovest                  | Mosca           | 242.4               | 62    | 2007 |
| Edificio principale dell'Università statale di Mosca | Mosca           | 240                 | 36    | 1953 |
| Torre Imperia                                        | Mosca           | 238.6               | 60    | 2011 |
| House on Mosfilmovskaya 1                            | Mosca           | 213.3               | 54    | 2009 |
| Iset Tower                                           | Ekaterinburg    | 209                 | 52    | 2016 |
| Hotel Ucraina                                        | Mosca           | 198                 | 34    | 1957 |
| Vysotsky                                             | Ekaterinburg    | 192                 | 50    | 2011 |
| Sparrow Hills Torre II                               | Mosca           | 188.2               | 49    | 2004 |
| Edelweiss                                            | Mosca           | 176                 | 43    | 2003 |
| Edificio residenziale in Kotel'ničeskaja naberežnaja | Mosca           | 176                 | 32    | 1952 |
| Aliye Parusa 2                                       | Mosca           | 175.6               | 48    | 2003 |
| Sede del Ministero degli affari esteri russo         | Mosca           | 172                 | 27    | 1953 |
| Nordstar Tower                                       | Mosca           | 171.5               | 42    | 2009 |
| Swissôtel Krasnye Holmy Moscow                       | Mosca           | 166.5               | 34    | 2005 |
| Well House na Leninskom                              | Mosca           | 162                 | 46    | 2009 |
| Edificio residenziale in piazza Kudrinskaja          | Mosca           | 160                 | 22    | 1954 |
| Sparrow Hills Torre I                                | Mosca           | 155                 | 44    | 2004 |
| Sparrow Hills Torre III                              | Mosca           | 155                 | 44    | 2004 |
| PRISMA                                               | Ekaterinburg    | 151                 | 37    | 2009 |
| Gazprom                                              | Mosca           | 151                 | 35    | 1994 |
| House in Sokolniki                                   | Mosca           | 146.9               | 43    | 2008 |
| Izmailovsky 1                                        | Mosca           | 140                 | 37    | 2008 |
| Izmailovsky 2                                        | Mosca           | 140                 | 37    | 2008 |